# 太子宮車站
23°18′00″N 120°16′23″E / 23.30004°N 120.27301°E
太子宮車站是臺灣糖鐵布袋線的車站之一，位於今臺南市新營區。

## 車站構造
- 單式月臺1面1線的地上車站（廢止時）。

## 車站周邊
- 新營太子宮：祀奉三太子哪吒的廟宇，也是地名「太子宮」的由來。

## 沿革
- 1922年3月30日：開始營運。
- 1954年4月1日：降格為招呼站。
- 1979年9月1日：停止營運。

## 現況
- 車站、鐵軌仍有保存。